# Quintino Rodrigues
Quintino Fernandes Rodrigues Silva (Vila Nova de Gaia, 1 januari 1971) is een voormalig wielrenner uit Portugal. Hij was actief als beroepsrenner tussen 1992 en 2005. 

## Erelijst
1992
GP da Marinha Grande
Jongerenklassement Ronde van Portugal
1993
Volta dos Sete-Marinha Grande
12e etappe Ronde van Portugal
1994
Criterium National de Cote
4e etappe Ronde van Polen
Sprint- en bergklassement Ronde van Polen
1995
Circuito de Nafarros
3e etappe Rapport Toer
8e etappe Ronde van Polen
1996
Eindklassement GP Alto Douro
1997
4e etappe (deel B) Ronde van Poitou-Charentes
1998
5e etappe GP Sport Noticias
1999
Porto-Lissabon
2000
3e etappe GP Alto Douro
2002
2e etappe (deel B) Ronde van Małopolska
2004
Circuito de Alenquer

### Resultaten in voornaamste wedstrijden
| Jaar | Ronde van Italië | Ronde van Frankrijk | Ronde van Spanje |
| ---- | ---------------- | ------------------- | ---------------- |
| 1994 |                  |                     | 62e              |
| 1995 | 41e              |                     |                  |
| 1996 | 78e              |                     |                  |
| 1997 |                  |                     |                  |
| 1998 |                  |                     |                  |
| 1999 |                  |                     | 70e              |

| Jaar | Milaan-San Remo |  | WK op de weg |
| ---- | --------------- |  | ------------ |
| 1994 |                 |  | 36e          |
| 1995 |                 |  |              |
| 1996 | 173e            |  |              |
| 1997 |                 |  |              |
| 1998 |                 |  |              |
| 1999 |                 |  |              |

Wielerploegen van Quintino Rodrigues
Aguirre ·
Benítez ·
Botero ·
Buenahora ·
Cabello ·
Castaño ·
Castelblanco ·
Contreras ·
Cubino ·
Domínguez ·
Edo ·
Escartín ·
García ·
Giner ·
Gómez ·
J. J. González ·
S. González ·
Heras ·
Moreda ·
Muñoz ·
Niño ·
Rodrigues ·
Rodríguez ·
Rubiera ·
Ruíz ·
Sánchez ·
Serrano ·
Vidal